# Duncan Oughton
Duncan Oughton (14 de junio de 1977 en Wellington) es un ex futbolista neozelandés que jugaba como defensor.

## Carrera
En 1997 arribó a la Universidad Estatal de California para jugar en el Cal State Fullerton Titans, el equipo de deportivo de dicha institución. En 2001 fue elegido en el Superdraft de la MLS, siendo contratado por el Columbus Crew. Rápidamente, Oughton comenzó a ser parte importante del plantel, ganando la Lamar Hunt U.S. Open Cup en 2002, y el MLS Supporters' Shield en 2004. En 2005 sufrió una lesión que lo alejó de las canchas por toda la temporada, aunque regresó en 2006 para más tarde ganar la Copa MLS 2008, el máximo título profesional futbolístico de los Estados Unidos. El 5 de febrero de 2010, luego de haber jugado por ocho años en el Columbus Crew, anunció su retiro oficial del fútbol profesional.

### Clubes
| Club                       | País           | Año         |
| -------------------------- | -------------- | ----------- |
| Cal State Fullerton Titans | Estados Unidos | 1997 - 2000 |
| Columbus Crew              | Estados Unidos | 2001 - 2010 |

### Selección nacional
En total, Oughton jugó 25 partidos representando a Nueva Zelanda, en los que convirtió dos goles. Su debut se produjo durante la Copa de las Naciones de la OFC 2002, que los All Whites terminarían ganando. Disputó la Copa FIFA Confederaciones 2003 y volvió a ganar la Copa de las Naciones de la OFC en 2008 para luego retirarse de la actividad internacional en la Confederaciones 2009.

## Palmarés

### Columbus Crew
| Título                 | Año  |
| ---------------------- | ---- |
| U.S. Open Cup          | 2002 |
| MLS Supporters' Shield | 2004 |
| Conferencia Este       | 2004 |
| MLS Supporters' Shield | 2008 |
| Conferencia Este       | 2008 |
| Copa MLS               | 2008 |

### Nueva Zelanda
| Título                         | Año  |
| ------------------------------ | ---- |
| Copa de las Naciones de la OFC | 2002 |
| Copa de las Naciones de la OFC | 2008 |